# Autheuil-Authouillet
Autheuil-Authouillet és un municipi francès situat al departament de l'Eure i a la regió de Normandia. L'any 2007 tenia 837 habitants.

## Demografia

### Població
El 2007 la població de fet d'Autheuil-Authouillet era de 837 persones. Hi havia 324 famílies, de les quals 72 eren unipersonals (28 homes vivint sols i 44 dones vivint soles), 96 parelles sense fills, 144 parelles amb fills i 12 famílies monoparentals amb fills.
La població ha evolucionat segons el següent gràfic:
Habitants censats

### Habitatges
El 2007 hi havia 397 habitatges, 328 eren l'habitatge principal de la família, 50 eren segones residències i 19 estaven desocupats. 371 eren cases i 21 eren apartaments. Dels 328 habitatges principals, 260 estaven ocupats pels seus propietaris, 52 estaven llogats i ocupats pels llogaters i 16 estaven cedits a títol gratuït; 2 tenien una cambra, 17 en tenien dues, 48 en tenien tres, 83 en tenien quatre i 178 en tenien cinc o més. 254 habitatges disposaven pel capbaix d'una plaça de pàrquing. A 135 habitatges hi havia un automòbil i a 174 n'hi havia dos o més.

### Piràmide de població
La piràmide de població per edats i sexe el 2009 era:
| Homes | Edats   | Dones |
| ----- | ------- | ----- |
| 0     | 95 o +  | 0     |
| 0     | 90 a 94 | 4     |
| 0     | 85 a 89 | 8     |
| 0     | 80 a 84 | 12    |
| 8     | 75 a 79 | 8     |
| 8     | 70 a 74 | 16    |
| 32    | 65 a 69 | 24    |
| 12    | 60 a 64 | 16    |
| 36    | 55 a 59 | 24    |
| 16    | 50 a 54 | 32    |
| 24    | 45 a 49 | 16    |
| 24    | 40 a 44 | 24    |
| 32    | 35 a 39 | 32    |
| 40    | 30 a 34 | 24    |
| 24    | 25 a 29 | 40    |
| 12    | 20 a 24 | 8     |
| 32    | 15 a 19 | 20    |
| 32    | 10 a 14 | 24    |
| 36    | 5 a 9   | 32    |
| 24    | 0 a 4   | 32    |

## Economia
El 2007 la població en edat de treballar era de 557 persones, 420 eren actives i 137 eren inactives. De les 420 persones actives 393 estaven ocupades (212 homes i 181 dones) i 27 estaven aturades (11 homes i 16 dones). De les 137 persones inactives 49 estaven jubilades, 45 estaven estudiant i 43 estaven classificades com a «altres inactius».

### Ingressos
El 2009 a Autheuil-Authouillet hi havia 324 unitats fiscals que integraven 862 persones, la mediana anual d'ingressos fiscals per persona era de 20.723 €.

### Activitats econòmiques
Dels 41 establiments que hi havia el 2007, 2 eren d'empreses de fabricació d'altres productes industrials, 9 d'empreses de construcció, 7 d'empreses de comerç i reparació d'automòbils, 2 d'empreses de transport, 2 d'empreses d'hostatgeria i restauració, 5 d'empreses financeres, 3 d'empreses immobiliàries, 3 d'empreses de serveis, 3 d'entitats de l'administració pública i 5 d'empreses classificades com a «altres activitats de serveis».
Dels 9 establiments de servei als particulars que hi havia el 2009, 1 era un taller de reparació d'automòbils i de material agrícola, 2 guixaires pintors, 1 fusteria, 1 empresa de construcció, 1 perruqueria, 1 restaurant i 2 agències immobiliàries.
Dels 2 establiments comercials que hi havia el 2009, 1 era una botiga de més de 120 m² i 1 una fleca.
L'any 2000 a Autheuil-Authouillet hi havia 11 explotacions agrícoles que ocupaven un total de 390 hectàrees.

## Equipaments sanitaris i escolars
El 2009 hi havia una escola elemental.

## Poblacions més properes
El següent diagrama mostra les poblacions més properes.